# Au am Anzbach
Au am Anzbach ist ein Dorf in der Stadtgemeinde Neulengbach in Niederösterreich.

## Geografie
Das Dorf liegt nordöstlich von Neulengbach am Anzbach und erstreckt sich vom Tal auf die Ausläufer des Wienerwaldes.

## Geschichte
Im Jahr 1822 wurde der Ort als Dorf mit sieben Häusern genannt, das nach Anzbach eingepfarrt war, die Kinder aber in Neulengbach eingeschult wurden. Die Herrschaft Neulengbach besaß die Ortsobrigkeit, übte die Landgerichtsbarkeit aus, besorgte die Konskription und hatte die Grundherrschaft inne. Der Maler Egon Schiele wohnte 1911 während seiner „Neulengbacher Zeit“ in einer gemieteten Wohnung in Au. Laut Adressbuch von Österreich waren im Jahr 1938 in Au ein Gastwirt, ein Gemischtwarenhändler, ein Schneider, zwei Schuster, ein Schuhwarenhändler, ein Tischler und zwei Viktualienhändler ansässig.